# Ludwig Hardtmuth
Ludwig „Louis“ Hardtmuth (* 15. Januar 1800 in Wien; † 26. Januar 1861 in Weimar) war ein Bleistifthersteller.
Der aus Wien stammende Hardtmuth übernahm mit seinem Bruder Carl Hardtmuth die Bleistiftfabrik ihres Vaters Joseph Hardtmuth. Sie produzierten in Wien und Budweis Bleistifte und gründeten 1928 die Firma L. & C. Hardtmuth. Er schrieb auch eine Geschichte des Bleistifts und seiner Produktion. Nach seinem Tod wurde Carl Hardtmuth Alleininhaber der Firma, die Weltruf erlangte. 
Der tschechische Zweig der Firma existiert als Koh-i-Noor Hardtmuth noch heute.
Hardtmuth heiratete 1846 Charlotte, geb. Völkel, die er in Karlsbad kennengelernt hatte. Diese wiederum war mit Ottilie von Goethe befreundet. Er zog sich bereits 1855 aus der Leitung der Firma in Budweis zurück und ließ sich dauerhaft in Weimar nieder. Im Weimarer Adreßbuch von 1861 steht ein Fabrikbesitzer Hardtmuth in der Schillerstraße 5. Dieses Völkelsche Haus, benannt nach dem sachsen-weimarischen Hofrat Julius Adolph Völkel, war das Nachbarhaus des Schillerhauses.
Sein Sohn Heinrich Hardtmuth wurde Fotograf in Weimar und Elektrotechniker.

## Werke
- Ludwig Hardtmuth: 25 Raumbilder für den darstellenden Geometrieunterricht [Budweis] : L. & C. Hardtmuth, Koh-I-Noor Bleistiftfabrik o. J. [um 1940]
- Ludwig Hardtmuth: Der Bleistift. Seine Geschichte und Erzeugung,  Böhm. Budweis: L. & C. Hardtmuth 1930 (books.google.de)